# Montage of Heck: The Home Recordings
Montage of Heck: The Home Recordings è la colonna sonora dell'omonimo film documentario del 2015. L'album è stato pubblicato il 13 novembre 2015 dalla Universal Music. Si tratta di una raccolta di registrazioni demo casalinghe di Cobain. Il disco è stato distribuito in due versioni con copertina differente: standard da 13 tracce e deluxe edition da 31 brani. La versione deluxe include anche tracce tratte dal documentario, brani parlati, demo e canzoni complete.

## Accoglienza
| Recensione           | Giudizio |
| -------------------- | -------- |
| AllMusic             | [ 2 ]    |
| Ondarock             | [ 3 ]    |
| Rolling Stone        | [ 4 ]    |
| Spin                 | [ 5 ]    |
| Pitchfork            | [ 6 ]    |
| Entertainment Weekly | A        |
| The Guardian         | [ 8 ]    |

Montage of Heck: The Home Recordings venne accolto con giudizi contrastanti dalla critica. Il sito Metacritic, che assegna una giudizio tratto dalla media di 100 recensioni da parte dei critici, assegnò all'album un punteggio di 56, che indica "gradimento medio", basato su 18 recensioni. Il critico di AllMusic Stephen Thomas Erlewine stroncò il disco, scrivendo: "Anche se può essere interessante per un po', ad un certo punto -- e arriva abbastanza presto -- il fascino svanisce ed è difficile non sentirsi impuro, come se si stesse spiando nei cassetti della scrivania del tuo amato fratello". Alexis Petridis del The Guardian criticò negativamente l'album, scrivendo: "In 21 anni, l'industria discografica postuma dei Nirvana è passata dal pubblicare il formidabile MTV Unplugged in New York a far uscire letteralmente registrazioni di Kurt Cobain che scoreggia". Inoltre, Jayson Green di Pitchfork fece notare come "The Home Recordings segnasse il punto dove lo sfruttamento sfocia nell'assurdo". Claudio Lancia sul sito ondarock definisce l'opera: "Un disco inutile, che lascia amarezza e rabbia, un concentrato di disperata solitudine che dimostra quanto in quei cassetti personali non ci sia più niente da tirar fuori, un’operazione evitabile, avente la finalità di mungere denaro da un’icona che probabilmente non aveva il necessario sense of humour per poter accettare la diffusione di queste private home recordings".
Fuori dal coro, Kyle Anderson di Entertainment Weekly lodò il disco, definendolo "un artefatto culturale che offre uno sguardo all'interno del processo creativo di un genio enigmatico".

## Tracce
Tutti i brani sono opera di Kurt Cobain tranne dove indicato diversamente.

### Standard edition
1. The Yodel Song – 3:37
2. Been a Son (demo) – 1:21
3. The Happy Guitar – 2:12
4. Clean Up Before She Comes (demo) – 2:35
5. Reverb Experiment – 2:52
6. You Can't Change Me / Burn My Britches / Something in the Way (demo) – 4:19
7. Scoff (demo) – 0:37
8. Desire – 2:27
9. And I Love Her (Lennon-McCartney) – 2:05
10. Sappy (demo) – 2:30
11. Letters to Frances – 2:05
12. Frances Farmer Will Have Her Revenge on Seattle (demo) – 4:24
13. She Only Lies – 2:47

### Deluxe edition
1. The Yodel Song – 3:37
2. Been a Son (demo) – 1:21
3. What More Can I Say – 3:09
4. 1988 Capitol Lake Jam Commercial – 1:27
5. The Happy Guitar – 2:12
6. Montage of Kurt – 2:12
7. Beans – 1:22
8. Burn the Rain – 1:17
9. Clean Up Before She Comes (demo) – 2:35
10. Reverb Experiment – 2:52
11. Montage of Kurt II – 1:09
12. Rehash – 2:35
13. You Can't Change Me / Burn My Britches / Something in the Way (demo) – 4:19
14. Scoff (demo) – 0:37
15. Aberdeen – 4:19
16. Bright Smile – 1:56
17. Underground Celebritism – 0:29
18. Retreat – 2:13
19. Desire – 2:27
20. And I Love Her (Lennon-McCartney) – 2:05
21. Sea Monkeys – 0:55
22. Sappy (demo) – 2:30
23. Letters to Frances – 2:05
24. Scream – 0:32
25. Frances Farmer Will Have Her Revenge on Seattle (demo) – 4:24
26. Kurt Ambiance – 0:26
27. She Only Lies – 2:47
28. Kurt Audio Collage – 0:25
29. Poison's Gone – 2:12
30. Rhesus Monkey – 0:44
31. Do Re Mi (Medley) – 10:11